# Rocket Juice and The Moon
Rocket Juice & the Moon est un album studio de Flea, Damon Albarn et Tony Allen sorti en 2012.
C'est l'album d'un supergroupe composé de Damon Albarn (Blur, Gorillaz) à la guitare, aux claviers et au chant, de Flea (Red Hot Chili Peppers) à la basse et de Tony Allen à la batterie.

## Historique
Le projet a été annoncé dès 2008, mais chacun des membres étaient occupés sur d'autres projets. Albarn et Allen collaborent notamment sur l'album The Good, the Bad and the Queen.
Damon Albarn annonce officiellement le projet le 27 octobre 2011
Le groupe a joué pour la première fois sur scène le 28 octobre 2011 au Cork Jazz Festival à Cork en Irlande.

## Liste des titres
1. 1-2-3-4-5-6 – 3:05
2. Hey, Shooter – 4:11 (avec la participation d'Erykah Badu, de Thundercat et du Hypnotic Brass Ensemble)
3. Lolo – 5:03 (avec la participation de Fatoumata Diawara, de M.anifest et du Hypnotic Brass Ensemble)
4. Night Watch – 2:13
5. Forward Sweep - 1:50
6. Follow-Fashion - 3:58 (avec la participation de Fatoumata Diawara et de M.anifest)
7. Chop Up - 2:37 (avec la participation de M.anifest et de M3nsa)
8. Poison - 3:24
9. Extinguished - 2:40 (avec la participation de Cheick Tidiane Seck)
10. Rotary Connection - 2:03
11. Check Out - 2:25
12. There - 4:52 (avec la participation de Cheick Tidiane Seck)
13. Worries - 1:16
14. Benko - 2:35 (avec la participation de Fatoumata Diawara)
15. The Unfadable - 2:58 (avec la participation de M.anifest)
16. Dam(N) - 2:26 (avec la participation d'Erykah Badu et de M.anifest)
17. Fatherless - 3:00
18. Leave-Taking - 2:07 (avec la participation du Hypnotic Brass Ensemble)